# Watertoren (Wetteren)
De watertoren van Wetteren is een voormalige watertoren in de Belgische gemeente Wetteren, gelegen in de Kapellestraat. 
De bouw ervan werd in 1925/1926 toegewezen aan aannemer J. Lacmont uit Brussel. Het betreft een watertoren op een gesloten cilindrische voet met sterk overkragende kuip, betonconstructie met opvulmetselwerk. De verticale lijn wordt geaccentueerd door de smalle rechthoekige vensters en betonnen pilasters. De watertoren had 450 m³ inhoud.
Begin 21e eeuw was de watertoren niet meer in gebruik en diende hij voor de plaatsing van zendantennes, als uitkijkpunt en voor rondleidingen. In 2012 maakte het gemeentebestuur 350.000 euro vrij voor de renovatie van de toren, die erkend is als onroerend erfgoed en typerend is voor het stadsbeeld van Wetteren. Naast instandhoudingswerken werd de toren ook versierd met een muurschildering van kunstenaar Pieter Vermeersch. De schildering bestaat uit een horizontaal kleurgradiënt van blauw tot wit op de wanden van het reservoir.